# 喬伊斯冰川
78°0′S 163°36′E / 78.000°S 163.600°E
喬伊斯冰川是南極洲的冰川，位於維多利亞地的斯科特海岸，處於佩韋峰以北，流經卡塔孔布山東北面，終點在加伍德冰川以西4公里。